# La Angelita
La Angelita es una localidad del partido de General Arenales, provincia de Buenos Aires, Argentina. Su estación corresponde al Ferrocarril General San Martín. El pueblo se ubica entre Ascensión y Rojas. El censo nacional de 2010 dio un total de 265 habitantes, entre ellos italianos, españoles y sirio-libaneses musulmanes alauitas.
Cuenta con dos clubes, uno que se utiliza para fiestas y reuniones familiares, y otro que pertenece a la comunidad sirio-libanesa, la cual lo utiliza para fiestas, reuniones y eventos religiosos, como los velorios de las personas adherentes a la fe islámica. Cuenta a su vez con una sala de primeros auxilios, una cooperativa eléctrica, un jardín de infantes y una escuela que funciona como primaria turno mañana y como secundaria desde el año 2012 en el turno tarde.
Desde 2017 es uno de los primeros pueblos en formar parte del programa nacional de Argentina denominado "Pueblos Auténticos". Fue seleccionada por el Ministerio de Turismo de la Nación por ser la única localidad del país con un 40% de habitantes de origen árabe musulmán. El proyecto apunta a fortalecer el desarrollo turístico para incorporarlo como actividad económica y disminuir el desarraigo de la población joven. 
Podemos nombrar como referente musical del pueblo a Rocío Godoy, quien inicia su carrera artista como cantante de folklore a la edad de 11 años, recorriendo diferentes escenarios en peñas, festivales, etc. Actualmente sigue su camino musical, recorriendo el país y alrededores, llevando como impronta el nombre del pueblo para que sea reconocido en las grandes ciudades.

## Población
Cuenta con 265 habitantes (Indec, 2010), lo que representa un descenso del 12,8% frente a los 304 habitantes (Indec, 2001) del censo anterior.
| Gráfica de evolución demográfica de La Angelita entre 1991 y 2010 |
|                                                                   |
| Fuente: Censos nacionales del INDEC                               |